# Lepocinclis fusiformis
Lepocinclis fusiformis is een soort in de taxonomische indeling van de Euglenozoa. Deze micro-organismen zijn eencellig en meestal rond de 15–40 mm groot. Het organisme komt uit het geslacht Lepocinclis en behoort tot de familie Phacaceae. Lepocinclis fusiformis werd in 1901 ontdekt door Lemmermann.